# Matthew Carrington, Baron Carrington of Fulham

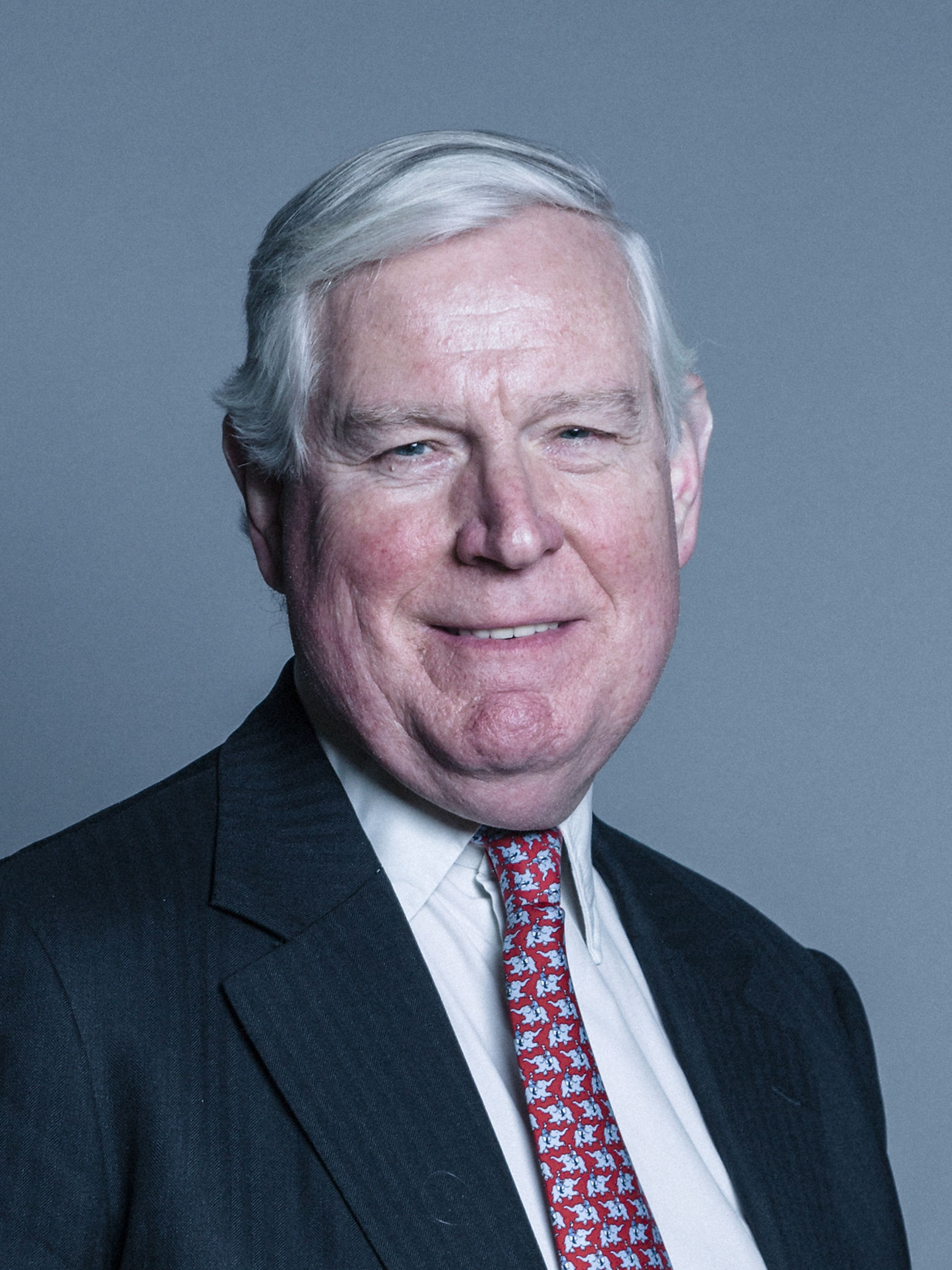
Matthew Carrington, Baron Carrington of Fulham

Matthew Hadrian Marshall Carrington, Baron Carrington of Fulham (* 19. Oktober 1947) ist ein britischer Politiker der Conservative Party.

## Leben
Carrington studierte von 1966 bis 1969 am Imperial College London. In dieser Zeit war er im Vorsitz der konservativen Gesellschaft der Imperial College Conservative Society. Anschließend wurde er Vorsitzender der Outdoor Advertising Association und Vorstandschef der Retail Motor Industry Federation.
Er war von 1987 bis 1997 Abgeordneter im House of Commons für den Wahlkreis Fulham (London).
Am 11. September 2013 wurde er als Baron Carrington of Fulham, of Fulham in the London Borough of Hammersmith and Fulham, zum Life Peer erhoben und ist seither Mitglied des House of Lords.